# Обмана (будизам)
Обмана (санскрт, пали: moha) или заблуда у будизму означава темељно незнање, односно један од три корена зла у уму.
Похлепа, мржња и обмана три су „штетна корена”, односно три основна узрока свих менталних нечистоћа и лоших поступака.